# Pont de Westminster (film, 1896)
Pour plus de détails, voir Fiche technique et Distribution.
Pont de Westminster est un court métrage documentaire muet français  sorti en 1896 et produit par la Société Lumière.

## Description
Des piétons et des voitures hippomobiles sur le pont de Westminster, avec en fond d'image Big Ben et le palais de Westminster. On peut remarquer la discipline des usagers, chacun à sa place, et le sens de circulation à gauche.

## Fiche technique
- Titre original : Pont de Westminster
- Titre alternatif : Le pont de Westminster et le parlement
- Titre en polonais : Most Westminsterski
- Réalisation : Inconnu
- Production : Société Lumière
- Lieu de tournage : Westminster Bridge, Londres
- Pays de production : France
- Vue no  : 254
- Genre : Documentaire
- Format : Court métrage - Muet - Noir et blanc - 35 mm - 1,30:1
- Durée : 41 s
- Date de réalisation : 1896
- Date de sortie :
  - France :  16 août 1896 à Lyon

## Sources
- Catalogue Lumière, « Pont de Westminster » (consulté le 4 mars 2024).
- Collection Lumière, « Film Lumière 12, partition vidéo : 9 min 15 s », 1995 (consulté le 4 mars 2024)